# Solund
Solund este o comună din provincia Sogn og Fjordane, Norvegia.
Are o suprafață de 228,21 km². Populația este de 756 locuitori, determinată în 1 ianuarie 2023, prin Folkeregisteret[*].